# Théodore Reinach
Théodore Reinach (Saint-Germain-en-Laye, 3 luglio 1860 – Parigi, 28 ottobre 1928) è stato un filologo classico, numismatico, politico e matematico francese, fratello di Salomon Reinach e Joseph Reinach.

## Biografia
Nel 1894 divenne docente al Collège de France e mantenne la cattedra fino al 1901. Fu poi reintegrato nel 1924 e insegnò sino alla morte. Nel 1916 gli fu conferita la medaglia della Royal Numismatic Society.
Fu grande studioso non solo di filologia, ma anche di storiografia e numismatica, oltre che commentatore ed editore di Flavio Giuseppe.
Massone, fu membro della loggia parigina "Alsace-Lorraine", del Grande Oriente di Francia.

## Opere
- Histoire des Israélites, Paris, Hachette, 1885.
- Mithridate Eupator, roi de Pont, Paris, Firmin-Didot, 1890. Premio Bordin dell’Académie française nel 1891.
  - Mitridate Eupatore, Re del Ponto, Prefazione di Mario Attilio Levi, trad. di Gianna Tornabuoni riveduta da Roberto Fertonani, Collezione I Cento Libri n.10, Milano, Longanesi, 1960.
- Textes d'auteurs grecs et romains relatifs au judaïsme, 1895.
- Charles de Valois et les Juifs, 1901.
- Livret de l'opéra d'Albert Roussel La Naissance de la lyre, 1923.
- Histoire sommaire de l'affaire Dreyfus, 1924.
- La musique grecque, 1926.
- Œuvres complètes de Flavius Josèphe, 1932.